# (126154) 2001 YH140
(126154) 2001 YH140, também escrito como (126154) 2001 YH140, é um objeto transnetuniano (TNO) que está localizado no cinturão de Kuiper, uma região do Sistema Solar. Ele está em uma ressonância orbital de 3:5 com o planeta Netuno. O mesmo possui uma magnitude absoluta de 5,5 e tem um diâmetro com cerca de 348 km. O astrônomo Mike Brown lista este corpo celeste em sua página na internet como um candidato a possível planeta anão.

## Descoberta
(126154) 2001 YH140 foi descoberto no dia 18 de dezembro de 2001 por Chadwick Trujillo e Michael E. Brown.

## Órbita
A órbita de (126154) 2001 YH140 tem uma excentricidade de 0,143, possui um semieixo maior de 42,529 UA e um período orbital de cerca de 276 anos. O seu periélio leva o mesmo a uma distância de 36,434 UA em relação ao Sol e seu afélio a 48,625 UA.